# Jérica
Jérica is een gemeente in de Spaanse provincie Castellón in de regio Valencia met een oppervlakte van 78 km². Jérica telt 1.574 inwoners (1 januari 2016).

## Demografische ontwikkeling
Bron: INE, 1857-2011: volkstellingen
Opm.: In 1857 werd de gemeente Novaliches aangehecht